# 岩島站
岩島站（日语：／ Iwashima eki */?）是位於群馬縣吾妻郡東吾妻町大字岩下，東日本旅客鐵道（JR東日本）的吾妻線車站。
車站名稱取自舊村名「岩島村」。下行列車離開車站後，車窗左手邊原本可望見吾妻溪谷。隨著建設八場水壩後，改變了走線，新走線途經隧道，因此不再望見吾妻溪谷。同時，在改變走線後，由於川原湯溫泉站較遠離吾妻溪谷，因此此站最接近吾妻溪谷。

## 歷史
- 1945年（昭和20年）
  - 1月2日：岩島號誌站啟用。
  - 8月5日：升級至貨物車站。岩島站啟用[1]。
  - 11月20日：開始旅客業務。
- 1971年（昭和46年）2月1日：成為無人車站。
- 1987年（昭和62年）4月1日：伴隨國鐵分割民營化，車站由東日本旅客鐵道（JR東日本）營運[2]。
- 2002年（平成14年）：翻新車站大樓[1]。
- 2014年（平成26年）
  - 9月24日：隨著開始建設八場水壩工程，此站至長野原草津口之間區間使用新走線，舊線不再使用。
  - 10月1日：此站至長野原草津口之間使用新線。此站編入至東京近郊區間[3]。

此站至川原湯溫泉站之間的舊線區間內，曾經設有日本最短鐵路隧道樽澤隧道（7.2米）。

## 車站構造

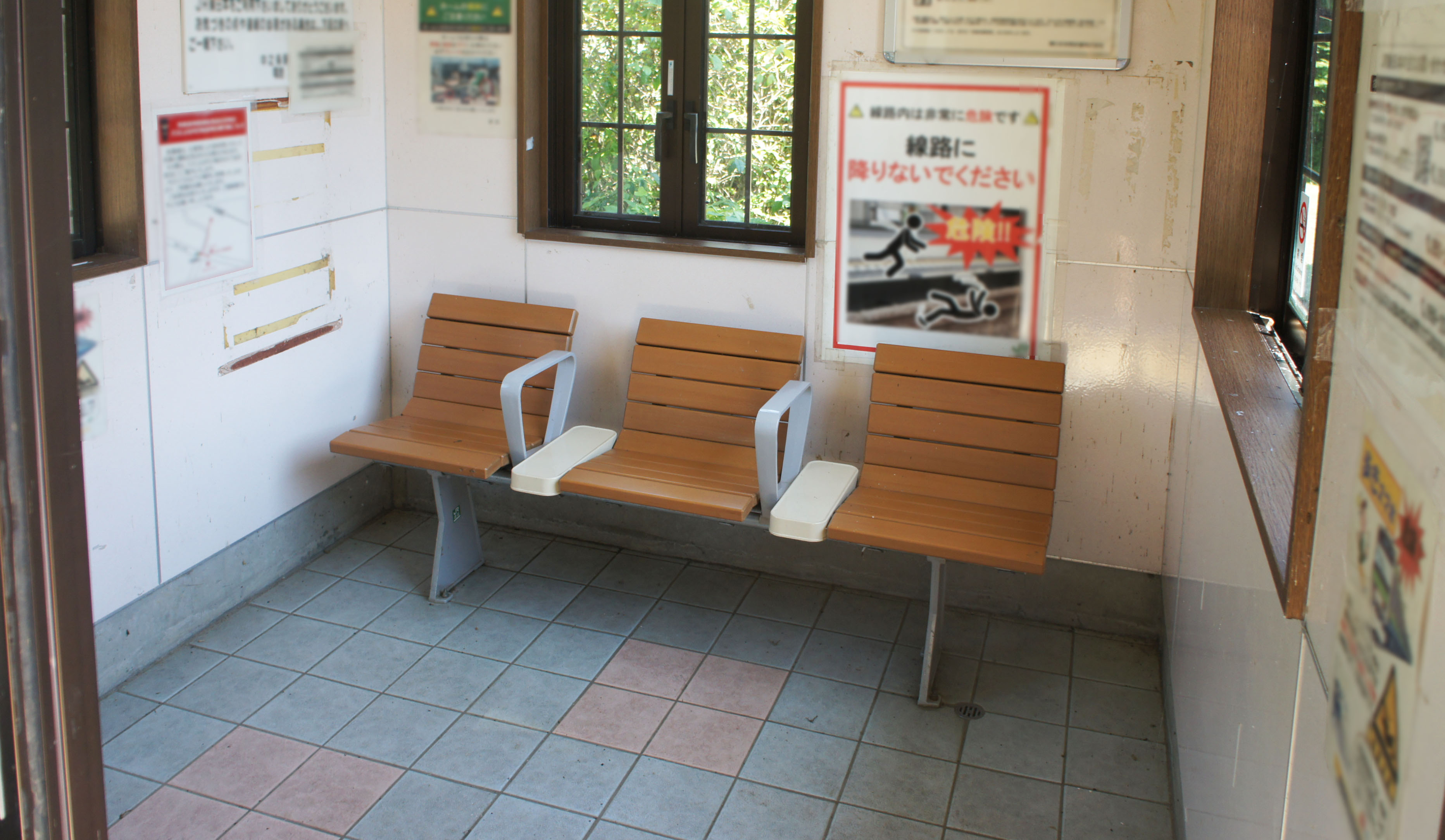
候車室内（2021年7月）

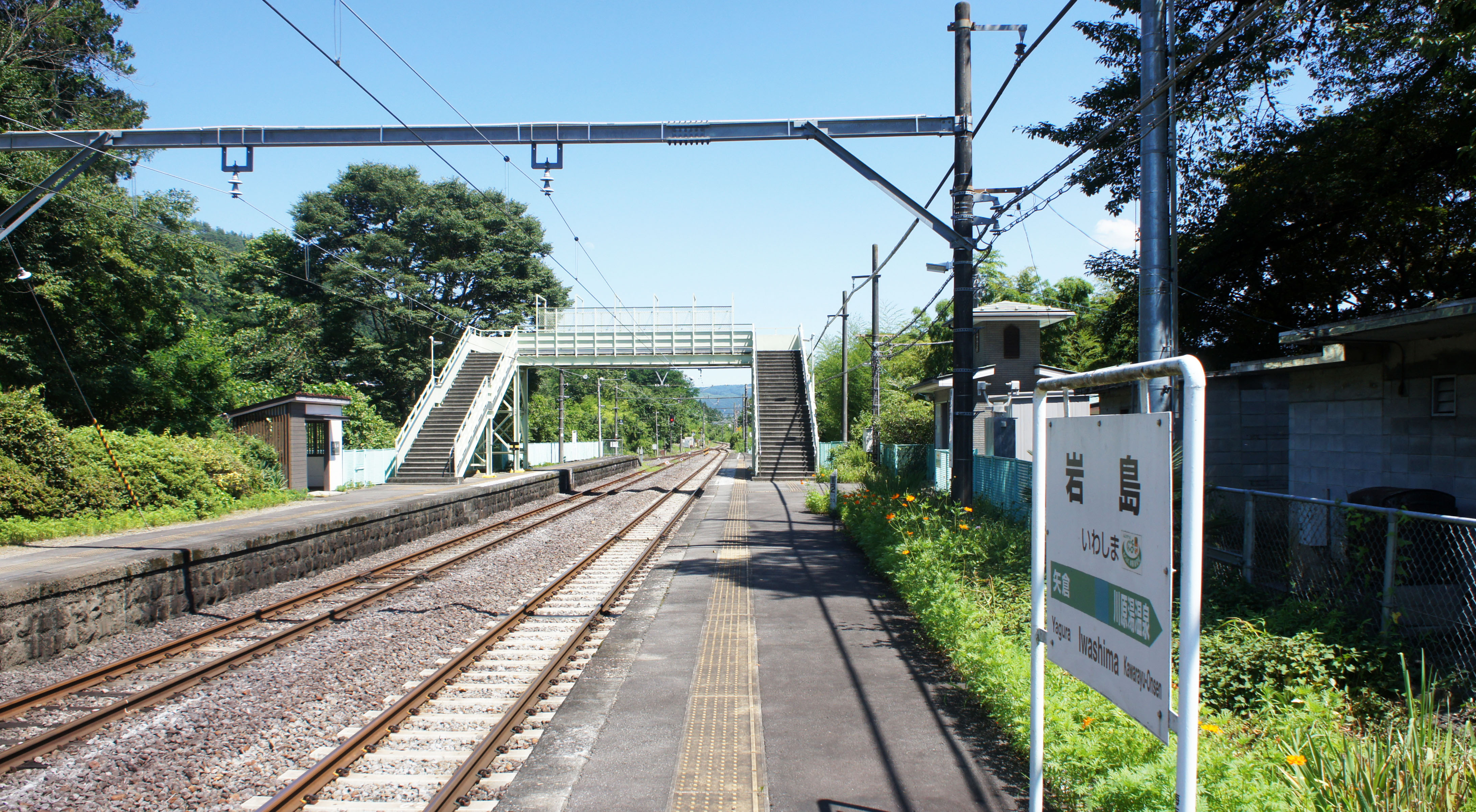
月台（2021年7月）

車站是一座地面車站，設有2面2線的相對式月台。兩月台之間設有跨線橋連接。此站是由中之條站管理的無人車站。

### 月台
| 月台 | 路線    | 上下行 | 方向             |
| ---- | ------- | ------ | ---------------- |
| 南邊 | ■吾妻線 | 下行   | 長野原草津口方向 |
| 北邊 | ■吾妻線 | 上行   | 高崎方向         |

參考
※在資訊上沒有編排月台編號。

## 使用狀況
以下為1日平均乘車人次：
| 年度   | 一日平均 乘車人次 |
| ------ | ----------------- |
| 2002年 | 79                |
| 2003年 | 71                |
| 2004年 | 72                |
| 2005年 | 65                |
| 2006年 | 71                |
| 2007年 | 69                |
| 2008年 | 57                |
| 2009年 | 51                |
| 2010年 | 44                |
| 2011年 | 47                |

## 車站周邊
- 吾妻溪谷（日语：吾妻渓谷）
- 菅原神社
- 川中溫泉（日语：川中温泉）
- 松之湯溫泉（日语：松ノ湯温泉）
- 吾嬬山

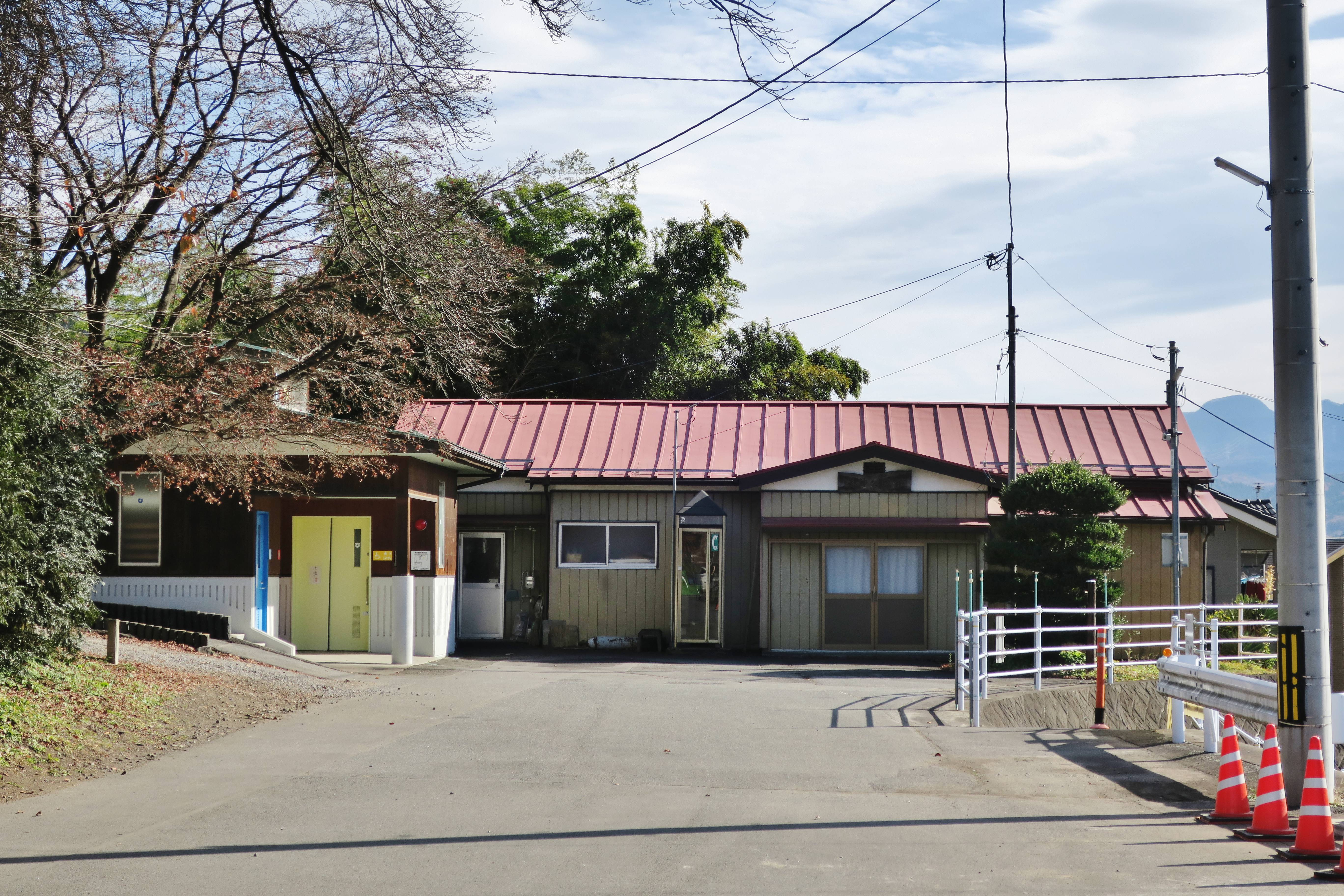
天神公民館

- 站前之天神公民館

## 巴士路線
| 乘車處 | 系統               | 主要途經       | 目的地 | 巴士公司 | 備註 |
| ------ | ------------------ | -------------- | ------ | -------- | ---- |
|        |                    | 天狗之湯、細谷 | 原町站 | 關越交通 | 左回 |
|        | 矢倉站前、鄉原站前 | 右回           | 原町站 | 關越交通 |      |

另外，於吾妻溪谷的紅葉季節（每年10月至11月）之際，設有道之驛吾妻峽、吾妻溪谷（舊熊之茶屋）方向的穿梭巴士。

## 相鄰車站
東日本旅客鐵道（JR東日本）
■吾妻線
矢倉－岩島－川原湯溫泉

## 注腳
1. 1 2 3 4 5 6 7  . 週刊朝日百科. 12号 大宮駅・野辺山駅・川原湯温泉駅ほか. 朝日新聞出版. 2012-10-28: 24 （日语）.
2. ↑  『交通年鑑 昭和63年版』 交通協力會，1988年3月。
3. ↑   (PDF) (新闻稿). 東日本旅客鐵道. 2014-05-26  [2020-05-24]. （原始内容 (PDF)存档于2019-06-29） （日语）.
4. ↑  草町義和. . Response. 2014-05-20  [2014-09-24]. （原始内容存档于2014年9月20日） （日语）.
5. ↑  JR東日本:駅構内図（日語）
6. ↑  群馬縣統計年鑑
7. ↑  . 關越交通（日语：関越交通）.   [2019-04-03]. （原始内容存档于2020-05-13）.
8. ↑  . ググっとぐんま公式サイト.   [2019-04-03] （日语）.[]

## 外部連結
- 車站資訊（岩島）：東日本旅客鐵道（日語）